# Galerija Miha Maleš
V nadstropju stavbe Glavni trg 2 se nahaja Galerija Mihe Maleša. Miha Maleš je bil akademski slikar, Kamničan, ki je mestu ob 750. letnici podaril obsežno zbirko likovnih del. V okviru galerije deluje tudi dokumentacijsko-študijsko središče umetnosti in kulture iz prve polovice 20. stoletja. V zgradbi, ki je sicer obnovljena meščanska stavba z začetka 19. stoletja, se danes nahaja tudi turistično-informacijski center Kamnik.